# Paolo Bianco
Paolo Bianco (Foggia, 20 agosto 1977) è un allenatore di calcio ed ex calciatore italiano, di ruolo difensore, tecnico del Monza.

## Carriera

### Giocatore

#### Club
Cresciuto a Ordona, entra a far parte del settore giovanile dei rossoneri dove esordisce in campionato e diventa pilastro della difesa foggiana in coppia con Oshadogan. Nel Foggia gioca per quattro stagioni prima di passare al Treviso dove resta per cinque anni, diventando il capitano della squadra.
Nel 2004 passa al Catania per 400000 €, disputando due stagioni; la stagione culmina con la promozione in Serie A del Catania. Nell'estate 2006 viene ceduto in prestito per 1300000 € con un diritto di riscatto di 700000 € al Cagliari, che esordisce in Serie A in casa, proprio contro il Catania. Titolare fisso, a Cagliari resta in tutto tre stagioni al termine delle quali, giunto in scadenza di contratto, firma un contratto biennale con l'Atalanta.
A Bergamo disputa una stagione culminata con la retrocessione della squadra. Il 19 luglio 2010 la società bergamasca dichiara la rescissione consensuale del contratto con il giocatore. Lo stesso giorno il Sassuolo comunica il suo ingaggio.
Il 18 maggio 2013 vince il campionato di Serie B e conquista la promozione in Serie A con la squadra emiliana guidata da Eusebio Di Francesco.
Il 31 maggio 2015 gioca la sua ultima partita della carriera, in casa contro il Genoa. Al termine dell'incontro gli viene reso omaggio da tutti i giocatori e dal pubblico presente nello stadio. Dunque si ritira dal calcio giocato dopo 524 presenze e 13 gol in carriera.

#### Nazionale
Vanta una partita con la Under 21, avendo esordito il 22 aprile 1998 nella vittoria per 2-1 contro il Galles.

### Allenatore

#### Gli inizi
Dal 2015 al 2017 ricopre la carica di vice allenatore della primavera del Sassuolo.
Il 26 giugno 2017 diventa il nuovo allenatore del Siracusa, formazione di Serie C.
Al termine della stagione, gli azzurri diretti da mister Bianco conquistano ben 52 punti, classificandosi sul campo al settimo posto in classifica ad appena tre lunghezze dal quarto posto. Purtroppo alcuni ritardi sui pagamenti da parte della società contribuiranno a far infliggere al club ben dieci punti di penalizzazione, che costeranno al Siracusa l’accesso nei playoff.
Al termine della stagione, Bianco decide di comune accordo con il club di non rinnovare il contratto, andando ad accettare l’offerta pervenuta da parte di Leonardi, presidente della Sicula Leonzio che gli offre un biennale. Il 10 dicembre 2018, dopo una serie di risultati negativi che però seguivano a un'ottima partenza di campionato, si dimette, lasciando la squadra al decimo posto del girone C.
L'11 ottobre 2019, Bianco fa ritorno al Sassuolo, entrando nello staff di Roberto De Zerbi.
Nel settembre del 2020, ottiene ufficialmente la licenza UEFA Pro, massima abilitazione riconosciuta a livello europeo.
Il 25 maggio 2021, segue il tecnico De Zerbi allo Šachtar.
Nel luglio 2022, ritorna in Italia ed entra a far parte dello staff tecnico di Massimiliano Allegri alla Juventus.

#### Modena e Frosinone
Il 14 giugno 2023, Bianco firma un contratto biennale con il Modena, squadra militante in Serie B, ritornando così ad allenare in prima persona dopo cinque anni. Il 13 aprile 2024, in seguito alla sconfitta interna per 3-1 contro il Catanzaro e con la squadra al tredicesimo posto in classifica, viene esonerato.
Il 18 febbraio 2025 viene ingaggiato fino al termine della stagione dal Frosinone, in quel momento penultimo con 23 punti nel campionato di Serie B, subentrando all'esonerato Leandro Greco. Termina la stagione regolare al quintultimo posto con 43 punti accedendo ai play-out.

#### Monza
L'11 giugno 2025 firma col Monza, appena retrocessa in Serie B.

## Statistiche

### Presenze e reti nei club
| Stagione        | Squadra         | Campionato      | Campionato | Campionato | Coppe nazionali | Coppe nazionali | Coppe nazionali | Coppe continentali | Coppe continentali | Coppe continentali | Totale | Totale |
| Stagione        | Squadra         | Comp            | Pres       | Reti       | Comp            | Pres            | Reti            | Comp               | Pres               | Reti               | Pres   | Reti   |
| --------------- | --------------- | --------------- | ---------- | ---------- | --------------- | --------------- | --------------- | ------------------ | ------------------ | ------------------ | ------ | ------ |
| 1995-1996       | Foggia          | B               | 13         | 0          | CI              | 0               | 0               | -                  | -                  | -                  | 13     | 0      |
| 1996-1997       | Foggia          | B               | 20         | 0          | CI              | 0               | 0               | -                  | -                  | -                  | 20     | 0      |
| 1997-1998       | Foggia          | B               | 32         | 0          | CI              | 4               | 0               | -                  | -                  | -                  | 36     | 0      |
| 1998-1999       | Foggia          | C1              | 33+1       | 1          | CI+CI-C         | 2+?             | 0+?             | -                  | -                  | -                  | 35+    | 1+     |
| Totale Foggia   | Totale Foggia   | Totale Foggia   | 98+1       | 1          |                 | 6+              | 0+              |                    |                    |                    | 105+   | 1+     |
| 1999-2000       | Treviso         | B               | 16         | 0          | CI              | 2               | 0               | -                  | -                  | -                  | 18     | 0      |
| 2000-2001       | Treviso         | B               | 28         | 3          | CI              | 2               | 0               | -                  | -                  | -                  | 30     | 3      |
| 2001-2002       | Treviso         | C1              | 30+2       | 0          | CI+CI-C         | 3+?             | 0+?             | -                  | -                  | -                  | 35+    | 0+     |
| 2002-2003       | Treviso         | C1              | 30         | 3          | CI+CI-C         | 1+?             | 0+?             | -                  | -                  | -                  | 31+    | 3+     |
| 2003-2004       | Treviso         | B               | 44         | 2          | CI              | 1               | 0               | -                  | -                  | -                  | 45     | 2      |
| Totale Treviso  | Totale Treviso  | Totale Treviso  | 148+2      | 8          |                 | 9+              | 0+              |                    |                    |                    | 159+   | 8+     |
| 2004-2005       | Catania         | B               | 37         | 0          | CI              | 3               | 0               | -                  | -                  | -                  | 40     | 0      |
| 2005-2006       | Catania         | B               | 35         | 0          | CI              | 1               | 0               | -                  | -                  | -                  | 36     | 0      |
| lug.-ago. 2006  | Catania         | A               | 0          | 0          | CI              | 1               | 0               | -                  | -                  | -                  | 1      | 0      |
| Totale Catania  | Totale Catania  | Totale Catania  | 72         | 0          |                 | 5               | 0               |                    |                    |                    | 77     | 0      |
| 2006-2007       | Cagliari        | A               | 35         | 1          | CI              | 0               | 0               | -                  | -                  | -                  | 35     | 1      |
| 2007-2008       | Cagliari        | A               | 30         | 2          | CI              | 1               | 0               | -                  | -                  | -                  | 31     | 2      |
| 2008-2009       | Cagliari        | A               | 26         | 1          | CI              | 1               | 0               | -                  | -                  | -                  | 27     | 1      |
| Totale Cagliari | Totale Cagliari | Totale Cagliari | 91         | 4          |                 | 2               | 0               |                    |                    |                    | 93     | 4      |
| 2009-2010       | Atalanta        | A               | 21         | 0          | CI              | 1               | 0               | -                  | -                  | -                  | 22     | 0      |
| 2010-2011       | Sassuolo        | B               | 25         | 0          | CI              | 1               | 0               | -                  | -                  | -                  | 26     | 0      |
| 2011-2012       | Sassuolo        | B               | 19         | 0          | CI              | 1               | 0               | -                  | -                  | -                  | 20     | 0      |
| 2012-2013       | Sassuolo        | B               | 33         | 0          | CI              | 2               | 0               | -                  | -                  | -                  | 35     | 0      |
| 2013-2014       | Sassuolo        | A               | 15         | 0          | CI              | 0               | 0               | -                  | -                  | -                  | 15     | 0      |
| 2014-2015       | Sassuolo        | A               | 3          | 0          | CI              | 0               | 0               | -                  | -                  | -                  | 3      | 0      |
| Totale Sassuolo | Totale Sassuolo | Totale Sassuolo | 95         | 0          |                 | 4               | 0               |                    |                    |                    | 99     | 0      |
| Totale carriera | Totale carriera | Totale carriera | 527        | 13         |                 | 27+             | 0+              |                    |                    |                    | 552+   | 13+    |

### Statistiche da allenatore
Statistiche aggiornate al 13 maggio 2025.
| Stagione        | Squadra         | Campionato      | Campionato | Campionato | Campionato | Campionato | Coppe nazionali | Coppe nazionali | Coppe nazionali | Coppe nazionali | Coppe nazionali | Coppe continentali | Coppe continentali | Coppe continentali | Coppe continentali | Coppe continentali | Altre coppe | Altre coppe | Altre coppe | Altre coppe | Altre coppe | Totale | Totale | Totale | Totale | % Vittorie | Piazzamento |
| Stagione        | Squadra         | Comp            | G          | V          | N          | P          | Comp            | G               | V               | N               | P               | Comp               | G                  | V                  | N                  | P                  | Comp        | G           | V           | N           | P           | G      | V      | N      | P      | %          | Piazzamento |
| --------------- | --------------- | --------------- | ---------- | ---------- | ---------- | ---------- | --------------- | --------------- | --------------- | --------------- | --------------- | ------------------ | ------------------ | ------------------ | ------------------ | ------------------ | ----------- | ----------- | ----------- | ----------- | ----------- | ------ | ------ | ------ | ------ | ---------- | ----------- |
| 2017-2018       | Siracusa        | C               | 36         | 14         | 10         | 12         | CI+CI-C         | 1+1             | 0+0             | 0+1             | 1+0             | -                  | -                  | -                  | -                  | -                  | -           | -           | -           | -           | -           | 38     | 14     | 11     | 13     | 36,84      | 13º         |
| lug.-dic. 2018  | Sicula Leonzio  | C               | 15         | 5          | 3          | 7          | CI+CI-C         | 1+1             | 0+0             | 0+0             | 1+1             | -                  | -                  | -                  | -                  | -                  | -           | -           | -           | -           | -           | 17     | 5      | 3      | 9      | 29,41      | Dimis.      |
| 2023-apr. 2024  | Modena          | B               | 33         | 8          | 15         | 10         | CI              | 1               | 0               | 0               | 1               | -                  | -                  | -                  | -                  | -                  | -           | -           | -           | -           | -           | 34     | 8      | 15     | 11     | 23,53      | Eson.       |
| feb.-giu. 2025  | Frosinone       | B               | 12         | 5          | 5          | 2          | CI              | -               | -               | -               | -               | -                  | -                  | -                  | -                  | -                  | -           | -           | -           | -           | -           | 12     | 5      | 5      | 2      | 41,67      | Sub., 15º   |
| 2025-2026       | Monza           | B               | 0          | 0          | 0          | 0          | CI              | 1               | 0               | 0               | 1               | -                  | -                  | -                  | -                  | -                  | -           | -           | -           | -           | -           | 1      | 0      | 0      | 1      | &0,00      | in corso    |
| Totale carriera | Totale carriera | Totale carriera | 96         | 32         | 33         | 31         |                 | 6               | 0               | 1               | 5               |                    | -                  | -                  | -                  | -                  |             | -           | -           | -           | -           | 102    | 32     | 34     | 36     | 31,37      |             |

## Palmarès

### Giocatore

#### Club

##### Competizioni nazionali
- Serie C1: 1

Treviso: 2002-2003
- Supercoppa di Lega di Serie C: 1

Treviso: 2003
- Campionato italiano di Serie B: 1

Sassuolo: 2012-2013